# Гауріка Сінгх
Гауріка Сінгх (26 листопада 2002) — непальська плавчиня.
Учасниця Олімпійських Ігор 2016 року.
Переможниця Азійських ігор 2019 року, призерка 2016 року.